# Pluszkiejmy
Pluszkiejmy (deutsch Plautzkehmen, 1938 bis 1945 Engern (Ostpr.)) ist ein Dorf in der polnischen Woiwodschaft Ermland-Masuren, das zur Landgemeinde Dubeninki (Dubeningken, 1938 bis 1945 Dubeningen) im Kreis Gołdap (Goldap) gehört.

## Geographische Lage
Pluszkiejmy liegt am Nordufer des Jezioro Czarne (Czarner bzw. Scharner See) östlich der Kreisstadt Gołdap (Goldap). Die nördliche Ortsgrenze ist zugleich die Grenze zur Rominter Heide (polnisch: Puszcza Romincka), die hier fünf Kilometer südlich der Staatsgrenze zwischen Polen und Russland ihren Anfang nimmt. Im Westen grenzt Pluszkiejmy als „Außenposten“ der Gemeinde Dubeninki an die Stadt- und Landgemeinde Gołdap.

## Geschichte

### Plautzkehmen/Engern
Das heute 177 Einwohner zählende Dorf wurde vor 1734 gegründet. Größere Bedeutung erhielt es, als östlich des Ortes eine Ziegelei errichtet wurde. Der Ort Plautzkehmen, der nach 1785 auch Plautschkehmen, nach 1818 Plauschkehmen hieß, wurde im Jahre 1874 in den Amtsbezirk Rogainen eingegliedert, der bis 1945 bestand und zum Kreis Goldap im Regierungsbezirk Gumbinnen der preußischen Provinz Ostpreußen gehörte.
In Plautzkehmen waren im Jahr 1910 insgesamt 327 Einwohner registriert. Ihre Zahl verringerte sich bis 1933 auf 296 und belief sich 1939 noch auf 272.

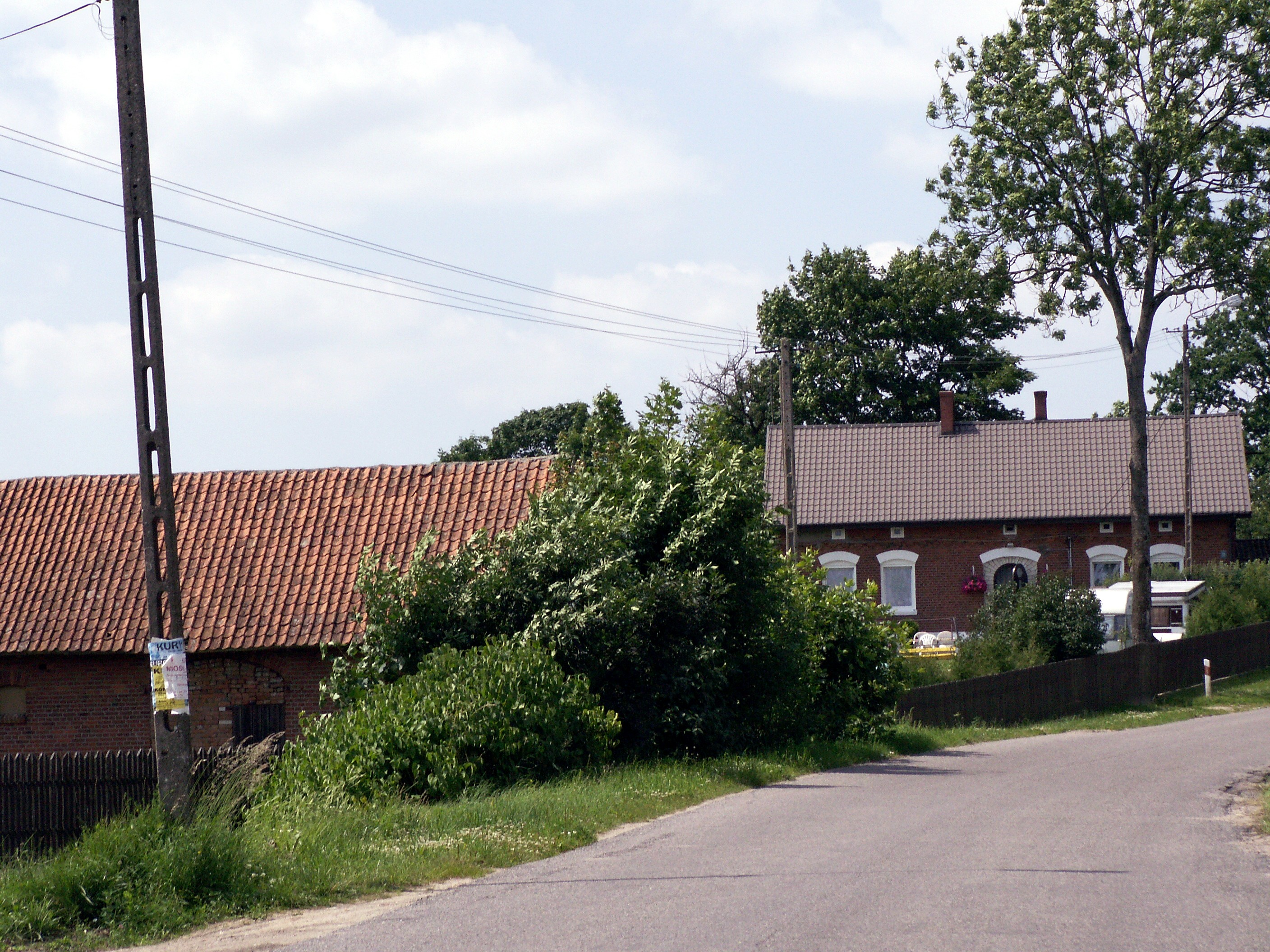

Im Zuge der nationalsozialistischen Umbenennungsaktion erhielt Plautzkehmen am 3. Juni 1938 den Namen „Engern (Ostpreußen)“. In Kriegsfolge kam das Dorf 1945 mit dem gesamten südlichen Ostpreußen zu Polen und heißt seither „Pluszkiejmy“. Heute ist es Sitz eines Schulzenamtes (polnisch: Sołectwo) und ein Ortsteil der Gmina Dubeninki im Powiat Gołdapski. Gehörte es zwischen 1975 und 1998 noch zur Woiwodschaft Suwałki, so ist es seither der Woiwodschaft Ermland-Masuren zugeordnet.

### Warlin
Zu Plautzkehmen gehörte bis 1945 die Ortschaft Warlin, die im Grunde lediglich aus einem kleinen Gehöft bestand. Sie lag am östlichen Ortsrand Plautzkehmens und teilte bis 1945 die Geschichte der Muttergemeinde. Nach 1945 wurde der Ort nicht mehr besiedelt bzw. nach Pluszkiejmy integriert. Ein polnischer Name ist nicht bekannt.

## Religionen
Die Bevölkerung Plautzkehmens sowie Warlins war vor 1945 fast ausnahmslos evangelischer Konfession. Das Dorf war in das Kirchspiel der Kirche Dubeningken eingepfarrt, die zum Kirchenkreis Goldap in der Kirchenprovinz Ostpreußen der Kirche der Altpreußischen Union gehörte. Die wenigen Katholiken im Ort orientierten sich zur Pfarrkirche in Goldap im Bistum Ermland.
Nach 1945 kehrte sich die kirchliche Situation in Pluszkiejmy um: die überwiegende Mehrheit der Einwohnerschaft ist jetzt katholisch und nutzt das einst evangelische Gotteshaus in Dubeninki als ihre Pfarrkirche. Sie ist Teil des Dekanats Filipów im Bistum Ełk der Katholischen Kirche in Polen. In Pluszkiejmy lebende evangelische Kirchenglieder gehören zur Kirchengemeinde in Gołdap, einer Filialgemeinde der Pfarrei Suwałki in der Diözese Masuren der Evangelisch-lutherischen Kirche in Polen.

### Evangelischer Friedhof
In Pluszkiejmy existiert noch ein aus dem frühen 20. Jahrhundert stammender evangelischer Friedhof (cmentarz ewangelicki). Er steht unter besonderem Schutz als Kulturdenkmal.

## Verkehr
Pluszkiejmy, elf Kilometer östlich der Kreisstadt Gołdap, liegt verkehrstechnisch günstig an der Woiwodschaftsstraße DW 651, die die beiden Woiwodschaften Ermland-Masuren und Podlachien miteinander verbindet. Innerorts enden Nebenstraßen aus südlicher Richtung von Czarne (Czarnen, 1938 bis 1945 Scharnen) am Südufer des gleichnamigen Sees bzw. aus nördlicher Richtung von Czarnowo Wielkie (Groß Jodupp, 1938 bis 1945 Holzeck) in der Rominter Heide.
Bis 1945 war Meschkrupchen (1938 bis 1945: Meschen, heute polnisch: Meszno) die nächste Bahnstation. Sie lag an der auch „Kaiserbahn“ genannten Bahnstrecke von Goldap nach Szittkehmen/Wehrkirchen, die nach dem Krieg den Betrieb einstellen musste.